# Єздєц (герб)

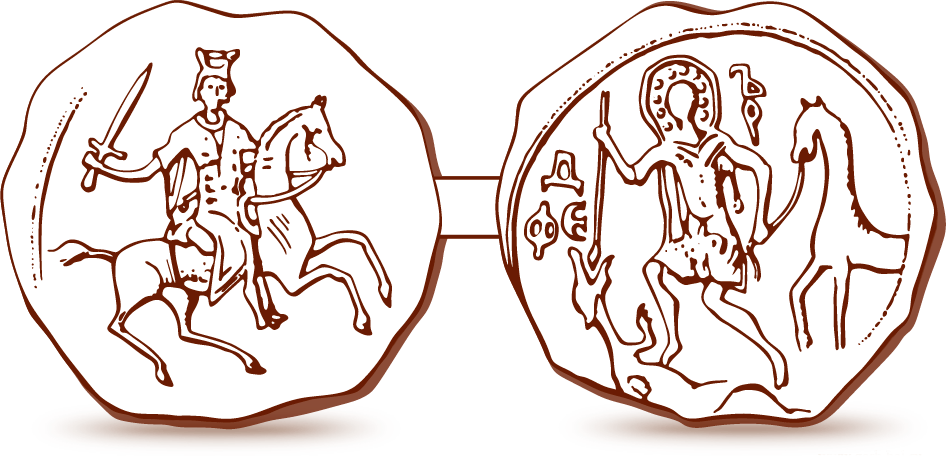
Печатка Олександра Невского. Після 1236 р.

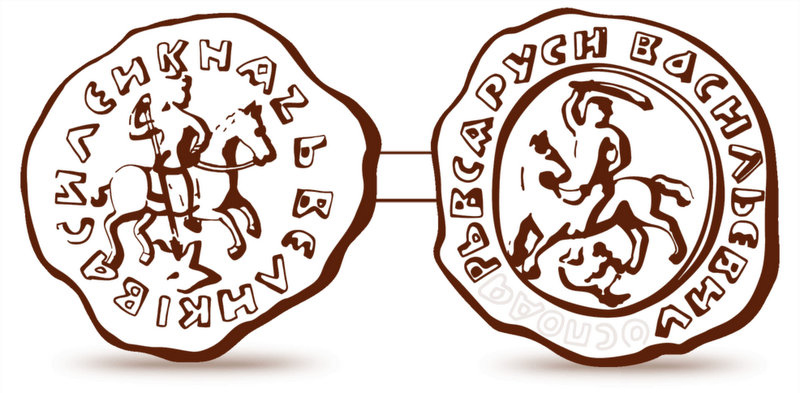
Монета Василя Темного. Середина XV у.

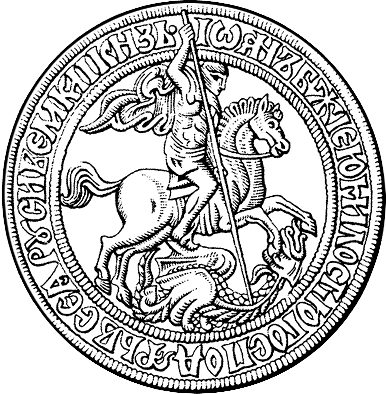
Печатка Івана III. 1497 р.

Єздєц — один з головних елементів державного герба Росії.
Срібний вершник в синьому плащі на срібному коні, що вражає срібним списом чорного змія.

## Походження
Герб з'явився в результаті процесу геральдізації зображення озброєного вершника на монетах і актових печатках московських князів: Василя I Дмитровича, Василя II Темного.
Зображення кінного воїна почали з'являтися на актових печатках московських та сусідніх князів у XIV в. До кінця XV ст. на державних печатках остаточно оформилися такі зображення: вершник, що пронизує змія, з одного боку печатки і двоголовий орел — з іншого.
Виникнення змієборчого сюжету в московському князівстві збігається з часом поширення на нього впливів Великого князівства Литовського. Московські і сусідні князі від XV ст. вважали цей сюжет «своїм», розміщаючи на печатках і монетах, а також на побутових предметах.
Значного поширення подібний сюжет отримує на грошах московського князя Василя II, переходячи потім на монети його сина Івана III який використовує вершника, що пронизує дракона не лише на монетах, а й на печатках, нагородних грошах.
Від часу Івана Грозного і раніше вершник на російських монетах і печатках трактувався як «князь великий на коні, а маючи спис у руці». Подібне трактування зображення залишалася незмінною до початку 18-го століття, і тільки в петровський час (приблизно з 1710-х) його вперше стали називати «святим Георгієм». Це було пов'язано з встановленням імперської емблематики. (Див. також Орден Підв'язки Івана Грозного).
Серед дослідників неодноразово піднімалося питання про італійський слід в походженняросійського єздєця. Простежується певна подібність єздєця із зображенням вершника на печатках ординських ханів. Змієборча драма відома з найдавніших історичних часів (наприклад, єгипетський Гор, шумеро-аккадский Мардук, ведійський Індра, балтійський Перкунас, слов'янський Перун). Відзначають, що вона сходить до дохристиянських культів .
Наразі не виявлено жодного зв'язку герба "Єздєц" і герба "Погоня Руська".

## література
- Антонова В. И., Мнёва Н. Е. Чудо Георгия о змие // Каталог древнерусской живописи XI — начала XVIII вв.: Опыт историко-художественной классификации. В 2-х томах. — М.: Искусство, 1963. — 5000 экз.
- Драчук В. С. Гербы Российского государства // Рассказывает геральдика / В. С. Драчук. — М.: Наука, 1977. — 256 с. — (История нашей Родины). — 73 000 экз. (обл.)
- Соболева Н. А. Очерки истории российской символики: От тамги до символов государственного суверенитета / ИРИ РАН. — М.: Языки славян. культур : Знак, 2006. — 488 с. — (Studia historica). — 1500 экз. — ISBN 5-9551-0150-0.
- Янин В. Л. Актовые печати Древней Руси. — М.: Наука, 1970.